# Der Landvogt von Greifensee
Der Landvogt von Greifensee ist der Titel der dritten Novelle im 1878 publizierten ersten Band von Gottfried Kellers Züricher Novellen. Erzählt wird eine entscheidende Phase im Leben Salomon Landolts zu seiner Zeit als Landvogt von Greifensee: fünf gescheiterte Liebesbeziehungen lassen ihn zu einem besonnenen Mann mit einer großmütigen Distanz sich selbst und den Menschen gegenüber reifen.

## Inhalt
Am 13. Mai 1783 leitet der Landvogt Salomon Landolt ein Manöver der Scharfschützen-Miliz, er ist 41 Jahre alt. Nach dem Manöver spricht ihn eine ca. 35 Jahre alte Dame an, die er als seine erste Liebe „Distelfink“ erkennt. Durch diese Begegnung wird er, der einmal als beliebter und offener Mann, dann wieder als „verhärteter Hagestolz“ beschrieben wird, an seine fünf gescheiterten Liebesbeziehungen erinnert:

### Distelfink
Ca. 15 Jahre zuvor ist der damals etwa 25-jährige Landolt in einer Phase der Neuorientierung: Nach dem Besuch einer Kriegsschule und dem Interesse am Ingenieur- und Bauwesen beschäftigt er sich zum Leidwesen seiner Eltern mit der Malerei. In dieser Zeit lernt er die erste in der Reihe seiner Lieblingsfrauen, die schöne Salome, auf dem alten Herrensitz ihrer Eltern kennen. Schon wegen der Namensgleichheit zueinander gedrängt, verlieben sich beide beim Pflanzen von Kirschbäumen ineinander. Eine Mischung aus Ehrlichkeit und Liebesprobe drängt Landolt dazu, die nach einem Vogel im Familienwappen „Distelfink“ Genannte in einem Brief von dem, übertrieben dargestellten, „täglich wüster werdenden Leben“ seiner Oheime, z. B. Raufereien mit benachbarten Gutsherrn, Misshandlungen von Untergebenen, sinnlose Verschwendung, Spielsucht, und die Gefahr der Vererbung dieser Neigung in Kenntnis zu setzen und auf Anzeichen seines eigenen leichtsinnigen Umgangs mit Geld hinzuweisen.
Nach Lesen des Briefs beendet die vorher ihm Zugetane, von den Eltern unterstützt, die Beziehung abrupt und heiratet bald darauf einen reichen Mann.

### Hanswurstel
Die zweite Angebetete des späteren Landvogtes ist Figura Leu, die Nichte eines Rats- und Reformationsherrn. Sie wird als melusinenhaft, als „elementares Wesen“ beschrieben, das „fast nur vom Tanzen und Springen und von einer Unzahl Späße“ lebt und daher „Hanswurstel“ genannt wird. Wie in der ersten Beziehung bahnt sich zuerst eine beiderseitige Nähe an. Geprägt ist diese Sympathie vom schalkhaften Umgang Figuras mit dem „mystisch-abstrakte[n] Gewalttier“, der calvinistischen Reformationskammer, welche über die Religions- und Sittenverbesserung zu wachen hat, und den moralischen Belehrungen der „jungen Epikuräer“ durch ihren Onkel, den Reformationsherrn, im Spannungsfeld zwischen den tugendhaften sittenstrengen Republikanern und den „leichtlebigeren Toleranten“. Auf dem Waldfest des Malers und Dichters Gessner parodiert Figura in einem Spiel mit zwei Spiegeln die sich selbst bespiegelnden Vorträge des überheblichen „Literator[en] und Geschmacksreiniger[s]“ Bodmer.
Dem Bekenntnis ihrer gegenseitigen Liebe nach dem Fest folgt sogleich der Abbruch von ihrer Seite. Als Motiv nennt Figura ihre Furcht vor einer in ihrer Familie von der Mutter auf die Tochter vererbten Geisteskrankheit. Deshalb will sie nicht heiraten und keine Kinder haben. Sie sei „nur so lustig und töricht, um die Schwermut zu verscheuchen, die wie mein Nachtgespenst hinter [ihr] steh[e], [sie] ahne es wohl!“ „Landolt […] blieb gerührt und erschüttert von dem ernst drohenden Schicksal; aber er fühlte auch ein sicheres Glück in sich, das er nicht zu verlieren gedachte.“ Die beiden bleiben eine Leben lang miteinander befreundet.

### Kapitän
Sieben Jahre später, Landolt ist Stadtrichter in Zürich und Jägerhauptmann, verliebt er sich nacheinander in drei Mädchen, zuerst in die schöne Wendelgard Gimmel. Er nennt sie später „Kapitän“, weil ihr Vater Kapitän in holländischen Kriegsdiensten war. Jetzt lebt er als Pensionär in Zürich und hat als Trunken- und Raufbold und Schuldenmacher einen schlechten Ruf. In seinem Fechtsaal misst sich Landolt mit ihm und lernt dabei die in einer Kampfpause die Erfrischungen reichende Tochter kennen. Diese hat, vom Vater mit wenig Haushaltsgeld ausgestattet, nicht nur Lebensmittel anschreiben lassen, sondern sich leichtsinnig beim Kleider- und Schmuckkauf verschuldet. Der Vater weigert sich, dafür aufzukommen und ist wohl auch nicht in der Lage dazu. Landolt bietet dem in finanziellen Dingen hilflosen Mädchen seine Hilfe an, verschafft sich einen Überblick über ihre Lage und verspricht, mit den Gläubigern zu verhandeln. Er plant, die Situation für seine Werbung zu nutzen, ohne dass Wendelgard davon erfährt. Seiner Großmutter erzählt er, er habe Spielschulden, und sie leiht ihm 1000 Gulden. Gimmel gegenüber deutet er Heiratsabsichten an und dieser lässt sich schnell von seinem Plan der Ehrenrettung seiner Tochter überzeugen und zahlt in seinem Namen mit Landolts Geld die Schulden zurück. Salomon bringt der Angebeteten die quittierten Rechnungen zurück und macht ihr einen Heiratsantrag mit der Bemerkung, seine unstete Lebensführung dadurch kontrollieren zu können. Diese Anspielung irritiert sie, und sie bittet um sieben Tage Bedenkzeit.
Ihr Vater, derart von Sorgen befreit, kommt nun auf die Idee, seine Tochter auf großer Bühne zu präsentieren und für sie einen reichen Mann zu suchen. Eine Reise nach Baden soll diesem Zweck dienen. Zufälligerweise trifft Wendelgard im Badhof auf Figura Leu und vertraut ihr ihre Beziehung zu Salomon an. Diese ist unsicher, ob Wendelgard die richtige Frau für ihren Freund ist. Sie erahnt den unentschlossenen Charakter Wendelgards ebenso wie ihren Hang zum Geld, verbunden mit geringem wirtschaftlichen Verstand, und beschließt, „eine Art Gottesgericht und Feuerprobe“ entscheiden zu lassen. Sie überredet ihren Bruder Martin dazu, Gimmel und Wendelgard einen reichen Hugenotten vorzuspielen, der um sie wirbt. Als der Tag der Entscheidung und Landolts Anreise näher rücken, wird Wendelgard immer unsicherer. Sie fürchtet ein Zusammentreffen ihrer beiden Bewerber und Figura schlägt ihr vor, Salomon einen Abschiedsbrief zu schreiben. Sie formuliert ihn und ihr Bruder, der als Hugenotte wieder untergetaucht ist, überbringt ihn seinem Freund Landolt.
Martin informiert Salomon über die Intrige und überlässt ihm die Entscheidung, sich mit der „schönen Gimmelin“ wieder zu versöhnen. Doch Landolt bezeichnet sich als geheilt und lehnt ab: „Eure Rede sei Ja, Ja und Nein, Nein! Ich komme nicht mehr auf die Sache zurück!“. Er ist auch damit einverstanden, dass sein Freund in seiner wahren Identität die schönen Wendelgard umwirbt und die nach dem Tod ihres Vaters gereifte und verantwortungsbewusste Frau heiratet. Als Figura sich bei Salomon für ihre Einmischung entschuldigt, sagte er ihr: „Nein, es ist gut so!“

### Grasmücke
Die beiden letzten Angebeteten, „Grasmücke“ und „Amsel“ genannt, stellt der Erzähler in einem Kapitel gemeinsam vor. Die erste heißt Barbara und ist die Tochter des Proselytenschreibers und ehemaligen Pfarrherrn Elias Thumeysen. Salomon kennt das Nachbarmädchen schon von Kindheit an, wird aber erst auf die Jugendliche durch ihre morgendlichen Gesänge aufmerksam und nennt sie deshalb Grasmücke. Neben dem Gesang beschäftigt sie sich als Puppenmacherin und bastelt gemalte und mit Stoffen und Haaren beklebte Figuren, u. a. ihren Oheim, Frauen und Männer der gehobenen Gesellschaft und Militärpersonen. Eine Schwäche hat sie allerdings in der Gestaltung von Pferden, und man empfiehlt ihr Landolt als besten Pferdezeichner Zürichs. Durch den Unterricht nähern sich die beiden einander, und beider Eltern verfolgen dies mit Sympathie.
Zum Bruch der Beziehung kommt es, als Landolt der Freundin begeistert seine eigenen Gemälde in seiner „Malkapelle“ vorstellt, darunter düstere Landschaftsbilder, grausame Schlachtenbilder aus dem Siebenjährigen Krieg und Jagdszenen. „Oft auch erkannte man in dem grauen Schattenmännchen, das mühselig gegen einen Strichregen ankämpfte, unvermutet einen Wohlbekannten, der offenbar zur Strafe für irgendeine Unart hier bildlich durchnässt wurde; oder man sah eine weibliche Lästerzunge etwa als Nachthexe die Füße in einem Moortümpel abwaschen, der einen Rabenstein bespülte, oder endlich den Maler selbst über eine Anhöhe weg dem Abendrot entgegenreiten, ruhig ein Pfeifchen rauchend.“ Barbara schaudert es, sie bricht in Schluchzen aus und flieht entsetzt aus dem Haus. Am nächsten Tag erklärt sie ihm, dass seine ihr feindlich vorkommenden Bilder sie ängstigen und nicht mit ihren friedlichen Übungen zusammenpassen. Sie könne nur seine Frau werden, wenn „beide Teile dem Bildwesen für immer entsagen und so alles Fremdartige, was zwischen sie getreten, verbannen würden, ein jedes liebevoll sein Opfer bringend.“ Doch Landolt erkennt schnell, „dass hier im Gewande unschuldiger Beschränktheit eine Form der Unbescheidenheit auftrete, die den Hausfrieden keineswegs verbürge und das geforderte Opfer allzu teuer mache, und er beurlaubte sich“.

### Amsel
Nach der „übliche[n] Trauerzeit über das Hinscheiden einer Hoffnung“ sieht er an einem Frühlingsabend im Garten einer Villa unter einem Baum mit einer singenden Amsel ein schönes Wesen, das er Aglaja oder Amsel nennt. Er besucht die Familie und befreundet sich schnell mit der Tochter, die ihm immer wieder neue Botschaften zusendet, ihr behilflich zu sein und sich mit ihm an geheimen Plätzen zu treffen. Ihm gefällt ihre ungezierte und zielstrebige Art und er fühlt sich dadurch ermutigt, ihr eine Liebeserklärung zu machen. Doch kurz davor dankt sie ihm für seine Freundschaft, erzählt ihm von ihrer unglücklichen Liebe zu einem jungen Geistlichen und bittet ihn um seine Fürsprache bei ihren Eltern. Er ist von ihrem tiefgründigen Charakter angetan, erkennt, dass sie in ihm nur den Vertrauten und Helfer sucht, und setzt sich bei den Eltern und einflussreichen Personen für den jungen Mann ein. So wird Aglaja in ihrer kurzen Ehe bis zum Tod ihres Mannes, nicht nur Pfarrersfrau, sondern Konsistorialrätin und Hofpredigerin.

### Schlossfest
Obwohl Landolt von den Frauen abgewiesen worden ist, hat er sie in guter Erinnerung und plant, „alle die guten Liebenswerten, die er einst gern gehabt, auf einmal beieinander zu sehen und einen Tag mit ihnen zu verleben“. Er kann seine ca. 45-jährige lebenserfahrene Haushälterin Marianne von seiner Idee überzeugen, „die fünf alten Flammen an seinem Herde [zu] versammeln und leuchten [zu] lassen“. Er empfängt in Amtskleidung die Gäste ehrenvoll mit gehisster Fahne und Salutschüssen, bewirtet sie fürstlich und lädt sie zu einer Schifffahrt auf dem See ein. Mit einem fröhlichen Tanzabend endet das Fest. Der Vogt zeigt sich nicht nur als großzügiger Gastgeber, sondern präsentiert sich den Damen bei einer Gerichtsverhandlung über Ehestreitigkeiten als weiser salomonischer Richter, der pädagogische Strafen verhängt.
Auch ist das Fest durchmischt mit schelmischen Aktionen: Anfangs sind die Frauen überrascht, dass auch andere Freundinnen eingeladen sind, und beobachten einander kritisch; zwei sind verheiratet, eine ist verwitwet, zwei sind unverheiratet. Einige vergleichen ihr Leben mit der potentiellen Rolle einer Landvogtin. Dann spielt ihnen der Schlossherr die Komödie vor, wegen seiner amtlichen Position heiraten zu müssen, und bittet sie um Beratung. Ihren Rat kann er jedoch nicht annehmen, und er eröffnet ihnen, Junggeselle bleiben zu wollen. Er zeigt sich als zufriedener und nicht nachtragender Ehrenmann: Die Zurückweisungen stellt er als persönlichen Gewinn durch die Bekanntschaft mit fünf unterschiedlichen Charakteren dar: „[W]ie gut haben es Zeit und Schicksal mit mir gemeint! Denn hätte mich die erste von euch genommen, so wäre ich nicht an die zweite geraten; hätte die zweite mir die Hand gereicht, so wäre die dritte mir ewig verborgen geblieben, und so weiter, und ich genösse nicht des Glückes, einen fünffachen Spiegel der Erinnerung zu besitzen, von keinem Hauche der rauhen Wirklichkeit getrübt; in einem Turme der Freundschaft zu wohnen, dessen Quadern von Liebesgöttern aufeinandergefügt worden sind! - Wohl sind es die Rosen der Entsagung, welche die Zeit mir gebracht hat; aber wie herrlich und dauerhaft sind sie!“ So endet das Fest in heiterer Stimmung und Marianne resümiert: „Ich hätte nie gedacht, dass eine so lächerliche Geschichte, wie fünf Körbe sind, ein so erbauliches und zierliches Ende nehmen könnte! […] Nun haben Sie den Frieden im Herzen, soweit das hienieden möglich ist“.
Nach der Fünf-Frauen-Geschichte wird kurz vom weiteren Leben Landolts erzählt, der 1798 sein Amt wegen Abschaffung der Landvogteien abgibt und 1818 im Alter von 87 Jahren stirbt; Marianne war ihm 1808 vorausgegangen.

## Rahmenerzählung
Die drei Erzählungen des ersten Züricher-Novellen-Bandes sind durch eine Rahmenerzählung miteinander verbunden: Jakob, „Herr Jacques“ genannt, hat beschlossen, ein „Original“ – ein ausgefallener und bedeutender Mensch – zu werden und sich von den gewöhnlichen Mitbürgern abzuheben. Sein Pate will ihn von dieser Idee befreien und schlägt ihm Spaziergänge zu den Ruinen der Burg Manegg vor. Dort erzählt er ihm die Geschichten vom Minnesänger Hadlaub und vom „Narren von Manegg“. Am Beispiel des Butz Falätscher erkennt Jakob, dass man nicht wollen soll, zu sein „was man nicht ist“, und es besser ist, sich im Rahmen seiner Möglichkeiten zu engagieren, z. B. als Sammler und Förderer der Künstler. Der Pate tröstet ihn, dass man auch so ein Original werden könne: Wenn bei den Originalen des täglichen Lebens „mit ihrem besonderen Wesen allgemeine Tüchtigkeit, Liebenswürdigkeit und ein mit dem Herzschlag gehender innerlicher Witz verbunden [ist], so üben sie auf ihre zeitliche Umgebung und oft über den nächsten Kreis hinaus eine erhellende und erwärmende Wirkung, die manchen eigentlichen Geniemenschen versagt ist, und ihre Erlebnisse gestalten sich gerne zu kräftigen oder anmutigen Abenteuern“.
Mit diesen Worten leitet der Pate zur dritten Novelle „Der Landvogt von Greifensee“ über, die er seinem Neffen zu lesen gibt. Nach der Lektüre verzichtet Jakob endgültig auf seinen Wunsch, ein Originalgenie zu werden, engagiert sich jedoch, durch das ererbte Handelsgeschäft der Eltern gut abgesichert, als „Beschützer der Künste und Wissenschaften“ und wird „Pfleger der jungen Talente und Vorsteher der Stipendiaten“, der den Lerneifer und den sparsamen Umgang der Künstler mit dem Fördergeld kontrolliert.
Auf seiner Hochzeitsreise erfährt sein Mäzenatentum und sein ideales Künstlerbild in Rom eine herbe Enttäuschung, als er beim überraschenden Besuch eines von ihm geförderten Bildhauers, dem er eine Zukunft als neuer Thorvaldsen prophezeit hat, feststellen muss, dass der blonde Jüngling, anstatt sein Erstlingswerk, den „dürstenden Faun“, zu vollenden, das Stipendiumsgeld in die Wäscherei seiner italienischen Schwiegermutter investiert hat. Jakobs Empörung wird durch Zuspruch seiner Frau gedämpft, und er lässt sich von ihr überreden, die Patenschaft für das voreheliche Kind des Künstlers und seiner schönen Römerin zu übernehmen. Dann flieht er aus der „Höhle der Unbescheidenheit, wie er die malerische Waschküche nannte.“ Sein Pate und Mentor nimmt, als Jakob ihm später sein Erlebnis erzählt, dessen Konfrontation mit dem Leben heiter auf und verweist auf die erzieherischen Erfolge seiner eigenen Patenschaft.

## Rezeption
Für von Wiese ist Kellers Geschichte des Sonderlings Landolt, „ein Original ohne jede Originalitätssucht“, „eine seiner schönsten, wenn nicht seine schönste Novelle“. Hinter der heiteren gutgelaunten Geschichte verberge sich ein hoher Kunstverstand. Das schwankhaft Komische sei nur ein Vordergrund, „hinter dem die Lichter der feinen Ironie spielen“. Die ganze Novelle sei „von jenem umfassenden Geist des Humors beseelt, der sich liebend mit der Welt, auch noch mit ihrer dunklen Traurigkeit, eingelassen“ habe. So werde das Erzählte zum „Welt- und Zeitspiegel und der Erzähler zum verborgenen, unbestechlichen Richter alles menschlichen Tuns und Lassens“, der „Spiel und Ernst in einem unnachahmlichen Gleichgewicht“ halte. Neben dem Scherz und grotesken personalen Konstellationen durchziehe die ganze Novelle die Präsenz des Todes im Leben, die immer wieder in „Dingsymbolen“ und schauervollen Schilderungen sichtbar werde: im elfenbeinernen „Tödlein“ der Großmutter („Sieh her, so sehen Mann und Frau aus, wenn der Spaß vorbei ist. Wer wird denn lieben und heiraten wollen!“), in Figuras Bedrohung durch den Wahnsinn, in der Erzählung vom Blutgericht usw. Das „Tödlein“ der Großmutter verbindet sich mit dem Zeit-Motiv und erinnert bereits den jungen Mann an die „schnelle Flucht der Zeit und die Unwiederbringlichkeit“.
Das zweite Sinnbild ist, in Wieses Interpretation, der verkleidete Affe Cocco, der den Damen „Rosensträuße“ überreicht, mit der Inschrift „Ich bin die Zeit“ auf seinem Haubenband. Landolt, wie auch Figura, reagiere auf beide Mahnungen mit der Anerkennung der Vergänglichkeit, und so umschwebe die Novelle der „elegische Duft der Resignation“.

## Verfilmung
Die Novelle wurde 1979 mit Christian Quadflieg in der Hauptrolle verfilmt: